# Melanophryniscus peritus
Espèce
Melanophryniscus peritus est une espèce d'amphibiens de la famille des Bufonidae.

## Répartition
Cette espèce est endémique du Minas Gerais au Brésil. Elle se rencontre à Camanducaia vers 2 000 m d'altitude sur le Pico do Selado.

## Publication originale
- Caramaschi and Cruz, 2011 : A new possibly threatened species of Melanophryniscus Gallardo, 1961 from the state of Minas Gerais, southeastern Brazil (Amphibia, Anura, Bufonidae). Boletim do Museu Nacional. Nova serie zoologia, Rio de Janeiro, no 528, p. 1-9.